# Populus nivea
Populus nivea là một loài thực vật có hoa trong họ Liễu. Loài này được Willd. miêu tả khoa học đầu tiên.